# Метеоритний пил

Метеорний пил.

Метеоритний пил (рос. метеорная пыль, англ. meteoric dust; нім. Meteoritenstaub m) — найдрібніші (від дек. мкм до часток мм) тверді частинки, які утворюються при розпаді метеоритів у атмосфері.
За допомогою штучних супутників визначено кількість метеоритного пилу, який осідає на поверхню Землі за добу — від 300 до 20 000 т..